# MyGO!!!!!
MyGO!!!!!是日本女子搖滾樂隊，屬於日本跨媒體製作《BanG Dream!》的一部分。成員包括五名聲優：主唱羊宮妃那、結他手立石凛、主音結他手青木陽菜、貝斯手小日向美香和鼓手林鼓子，五名聲優分別飾演故事中高松燈、千早愛音、要樂奈、長崎爽世和椎名立希五個角色。
MyGO!!!!!於2022年4月29日正式成立，以「同步『現實』和『虛擬』的樂隊」為樂隊概念。樂隊在成立時並未公佈飾演五名角色的聲優，直到2023年4月9日舉辦她們第4場演唱會時，才首次披露聲優的身份。
電視動畫《BanG Dream! It's MyGO!!!!!》於2023年6月29日首播。手機遊戲《BanG Dream! 少女樂團派對》已收錄多首MyGO!!!!!的歌曲，MyGO!!!!!本身則於2023年9月16日加入遊戲中。

## 成員
高松燈（聲：羊宮妃那）
主唱。故事設定為羽丘女子學園高中一年級生，感受性跟普通人不同，被稱為「羽丘的怪女生」。
千早愛音（聲：立石凛）
节奏吉他手:1:24:41。故事設定為羽丘女子學園高中一年級生，成績優秀。使用樂器為ESP ULTRATONE。立石稱她在姐姐的影響下玩過木吉他，但電吉他就幾乎沒碰過，在加入MyGO!!!!!後才開始學電吉他。
要樂奈（聲：青木陽菜）
主音吉他手:1:27:22。故事設定為花咲川女子學園中學三年級生，不時在Live House「RiNG」出沒。使用樂器為ESP POTBELLY。青木自5歲起就彈鋼琴，中學起自學木吉他，高中至大學都在學習古典音樂。
長崎爽世（聲：小日向美香）
貝斯手。故事設定為月之森女子學園高中一年級生。使用樂器為ESP GB。小日向稱她在《BanG Dream!》的影響下開始玩貝斯，第一首練習的歌曲是Poppin'Party的。
椎名立希（聲：林鼓子）
鼓手。故事設定為花咲川女子學園高中一年級生，在Live House「RiNG」打工。使用樂器為Pearl MASTERS MAPLE GUM系列爵士鼓。林在學生時期時，在吹奏樂部負責打擊樂器，有過打流行鼓和爵士鼓的經驗。

## 制作
这部作品与之前的《BanG Dream!》动画不同，具有足以称为沉重的故事发展。甚至总制作人根本雄贵都明确说明了它不像以前一样是「闪亮闪亮心动心动」（キラキラドキドキ）的。
执导动画第2季与第3季的柿本广大在制作公告上回答了粉丝的问题「你认为这部作品与该系列的前几部动画相比有什么变化」，表示他正在摆脱「聚在一起是因为喜欢乐队与成员」的框架，这在以往的作品中很常见。
这部作品从MyGO!!!!!的角度讲述了因CRYCHIC的解散而诞生的MyGO!!!!!和Ave Mujica两个乐队的组成故事，并主要讲述了前者。有关这两个乐队发展的故事，计划使用2季动画来完成，因而这部作品可以被定义为「前半部分」。而《BanG Dream! Ave Mujica》将作为「后半部分」，展示整个故事的重点部分。也是因为这种设定，《BanG Dream! It's MyGO!!!!!》的第13集（最后一集）的定位为Ave Mujica的前传。

## 音樂作品

### 實體單曲CD
|  |
|  |

|  |
|  |

|  |
|  |

|  |
|  |

|  |
|  |

|  |
|  |

|  |
|  |

### 數碼單曲
|    | 發行日期 | 發行日期 | 標題                            | 收錄專輯 | 參考   |
| 年 | 月日     |          | 標題                            | 收錄專輯 | 參考   |
| -- | -------- | -------- | ------------------------------- | -------- | ------ |
| 1  | 2022年   | 11月23日 |                                 |          | [ 24 ] |
| 2  | 2022年   | 12月25日 |                                 | [ 25 ]   |        |
| 3  | 2023年   | 4月29日  |                                 | [ 26 ]   |        |
| 4  | 2023年   | 7月28日  |                                 | [ 27 ]   |        |
| 5  | 2023年   | 8月18日  |                                 | [ 28 ]   |        |
| 6  | 2023年   | 9月1日   |                                 | [ 29 ]   |        |
| 7  | 2023年   | 11月19日 |                                 |          | [ 30 ] |
| 8  | 2024年   | 2月28日  |                                 | [ 31 ]   |        |
| -  | 2024年   | 3月20日  | ノンブレス・オブリージュ        | 無       |        |
| 9  | 2024年   | 9月28日  |                                 |          | [ 32 ] |
| 10 | 2024年   | 11月1日  |                                 | [ 33 ]   |        |
| 11 | 2024年   | 11月9日  |                                 | [ 34 ]   |        |
| -  | 2025年   | 3月24日  | だれかの心臓になれたなら(Cover) | 無       |        |
| 12 | 2025年   | 3月27日  |                                 | 無       |        |
| -  | 2025年   | 4月28日  | 潜在表明 - From THE FIRST TAKE  | 無       |        |

### 專輯CD
|  |
|  |

|  |
|  |

## 演唱會
- MyGO!!!!! 1st LIVE（2022年7月3日，澀谷duo MUSIC EXCHANGE）[39]
  - 演唱會前公佈立希（林鼓子）[註 1]因事未能參與演出，而由Morfonica的mika代為擔任鼓手[39]。立希最後參與了最後幾首歌曲的演出[9]，包括在安可時段的《二息步行(Reloaded)》[註 2]等等[9]。
- MyGO!!!!! 2nd LIVE（2022年9月10日，飛行船劇場（日语：石橋メモリアルホール））[40]
- MyGO!!!!! 3rd LIVE（2022年11月26日，COOL JAPAN PARK OSAKA WW會堂（日语：COOL JAPAN PARK OSAKA））[41]
- MyGO!!!!! 4th LIVE（2023年4月9日，TACHIKAWA STAGE GARDEN（日语：TACHIKAWA STAGE GARDEN））[2][42]
- MyGO!!!!! 5th LIVE（2023年8月12日，KT Zepp Yokohama）[43]
- BanG Dream! 12th☆LIVE DAY2：MyGO!!!!!（2023年11月4日，東京花園劇院（日语：東京ガーデンシアター））[36][44]
- MyGO!!!!! ZEPP TOUR 2024（2024年2月12日，Zepp Haneda (TOKYO)；2024年3月19日，Zepp Fukuoka；2024年3月22日，Zepp Osaka Bayside；2024年4月11日，Zepp Nagoya）[45]
- Poppin'Party×MyGO!!!!! 「Divide/Unite」[註 3]（2024年4月29日，橫濱體育館）[46]
- MyGO!!!!! 6th LIVE（2024年7月27日-28日，武藏野之森綜合體育廣場）[47]
- MyGO!!!!! 6th LIVE「寻觅到的风景，携手同行」上海追加公演（2024年9月21日，国家会展中心（上海）虹馆EH）[48][49][50]
- MyGO!!!!! 7th LIVE（2024年12月22日，日比谷野外音乐堂）[51]
- MyGO!!!!!×「Avoid Note」[註 4]（2025年1月12日，TOKYO DOME CITY HALL）[52]
- MyGO!!!!!×Ave Mujica [註 5]（2025年4月26日-27日，K Arena橫濱）[53]
- MyGO!!!!! ZEPP TOUR 2025(2025年7月1日Zepp DiverCity (TOKYO)[54]、12日Zepp Osaka Bayside[55]、30日Zepp Nagoya[56]、8月7日Zepp Sapporo[57]）
- MyGO!!!!!×Ave Mujica 「分歧路口，前途漫漫」上海追加公演[註 5]（2025年10月11日-12日，梅赛德斯-奔驰文化中心）[58][59][60]
- MyGO!!!!! 8th LIVE（2025年12月6日，武藏野之森綜合體育廣場）[61]

## 外部連結
- 官方网站（日語）
- MyGO!!!!!的X（前Twitter）（日語）
- MyGO!!!!!的YouTube頻道（日語）
- MyGO!!!!!与Ave Mujica共同的哔哩哔哩账号（简体中文）